# صنایع سنگین هانجین
صنایع سنگین هانجین (انگلیسی: Hanjin Heavy Industries) شرکت صنایع سنگین کره‌ای است، که در زمینه ساخت شناورها، نیمه شناورها، کشتی‌های کانتینری، کشتی‌های یخ‌شکن، ال‌ان‌جی‌بر، ال‌پی‌جی‌بر، هواناو، همچنین صنایع جنگ‌افزاری فعالیت می‌نماید.
شرکت صنایع سنگین هانجین در سال ۱۹۳۷ تأسیس شد و اکنون به‌عنوان هفتمین شرکت کشتی‌سازی جهان شناخته می‌شود.
دفتر مرکزی این شرکت در شهر بوسان، کره جنوبی قرار دارد و بخشی از سهام آن در بازار بورس کره معامله می‌شود. شرکت هانجین بزرگترین سهامدار شرکت صنایع سنگین هانجین و مالک اصلی آن بشمار می‌آید.